# Campeonato Mundial de Ciclismo en Pista de 1987
El LXXXIV Campeonato Mundial de Ciclismo en Pista se celebró en Viena (Austria) en el mes de agosto de 1987 bajo la organización de la Unión Ciclista Internacional (UCI) y la Federación Austríaca de Ciclismo.
Las competiciones se realizaron en la pista del Pabellón Ferry Dusika de la capital austríaca. En total se disputaron 14 pruebas, 12 masculinas (5 profesionales y 7 amateur) y 2 femeninas.

## Medallistas

### Masculino profesional
| Evento                 | Oro                          | Plata                      | Bronce                     |
| ---------------------- | ---------------------------- | -------------------------- | -------------------------- |
| Velocidad individual   | Nobuyuki Tawara Japón        | Hideyuki Matsui Japón      | Claudio Golinelli · Italia |
| Persecución individual | Hans-Henrik Ørsted Dinamarca | Jesper Worre Dinamarca     | Anthony Doyle Reino Unido  |
| Carrera por puntos     | Urs Freuler · Suiza          | Anthony Doyle Reino Unido  | Roger Ilegems · Bélgica    |
| Keirin                 | Harumi Honda Japón           | Claudio Golinelli · Italia | Urs Freuler · Suiza        |
| Medio fondo            | Max Hürzeler · Suiza         | Daniel Clark Australia     | Werner Betz RFA            |

### Masculinoamateur
| Evento                  | Oro                                                                      | Plata                                                       | Bronce                                                                       |
| ----------------------- | ------------------------------------------------------------------------ | ----------------------------------------------------------- | ---------------------------------------------------------------------------- |
| Velocidad individual    | Lutz Heßlich RDA                                                         | Bill Huck RDA                                               | Michael Hübner RDA                                                           |
| Persecución individual  | Gintautas Umaras URSS                                                    | Viacheslav Yekimov URSS                                     | Artūras Kasputis URSS                                                        |
| Persecución por equipos | URSS Viacheslav Yekimov Alexandr Krasnov Viktor Manakov Serguei Jmelinin | RDA Steffen Blochwitz Dirk Meier Carsten Wolf Roland Hennig | Checoslovaquia Pavel Soukup Miroslav Kundera Svatopluk Buchta Miroslav Junec |
| 1 km contrarreloj       | Martin Vinnicombe Australia                                              | Jens Glücklich RDA                                          | Konstantin Jrabtsov URSS                                                     |
| Carrera por puntos      | Marat Ganeyev URSS                                                       | Uwe Messerschmidt RFA                                       | Pascal Lino Francia                                                          |
| Medio fondo             | Mario Gentili · Italia                                                   | Vincenzo Colamartino · Italia                               | Roland Königshofer · Austria                                                 |
| Tándem                  | Francia Fabrice Colas Frédéric Magné                                     | Italia · Andrea Faccini · Roberto Nicotti                   | Checoslovaquia Vítězslav Vobořil Lubomír Hargaš                              |

### Femenino
| Evento                 | Oro                          | Plata                    | Bronce                                 |
| ---------------------- | ---------------------------- | ------------------------ | -------------------------------------- |
| Velocidad individual   | Erika Salumäe URSS           | Christa Rothenburger RDA | Connie Paraskevin-Young Estados Unidos |
| Persecución individual | Rebecca Twigg Estados Unidos | Jeannie Longo Francia    | Melissa Mayfield Estados Unidos        |

## Medallero
| Núm. | País           | Oro | Plata | Bronce | Total |
| ---- | -------------- | --- | ----- | ------ | ----- |
| 1    | URSS           | 4   | 1     | 2      | 7     |
| 2    | Japón          | 2   | 1     | 0      | 3     |
| 3    | Suiza          | 2   | 0     | 1      | 3     |
| 4    | RDA            | 1   | 4     | 1      | 6     |
| 5    | Italia         | 1   | 3     | 1      | 5     |
| 6    | Francia        | 1   | 1     | 1      | 3     |
| 7    | Australia      | 1   | 1     | 0      | 2     |
| 7    | Dinamarca      | 1   | 1     | 0      | 2     |
| 9    | Estados Unidos | 1   | 0     | 2      | 3     |
| 10   | Reino Unido    | 0   | 1     | 1      | 2     |
| 10   | RFA            | 0   | 1     | 1      | 2     |
| 11   | Checoslovaquia | 0   | 0     | 2      | 2     |
| 12   | Austria        | 0   | 0     | 1      | 1     |
| 12   | Bélgica        | 0   | 0     | 1      | 1     |
|      | TOTAL          | 14  | 14    | 14     | 42    |